# Adem Büyük
Adem Büyük (ur. 30 sierpnia 1987 w Hopie) – turecki piłkarz, grający na pozycji lewego skrzydłowego lub środkowego napastnika. Obecnie bez klubu. Były reprezentant Turcji.

## Kariera klubowa

### Kariera juniorska
Karierę rozpoczął w 2001 w Artvin Hopaspor. Sezon 2002/2003 spędził w Arhavisporze, a w latach 2003-2005 grał w młodzieżowym zespole Beşiktaşu JK.

### Kariera seniorska
W 2005 został włączony do pierwszej drużyny Beşiktaşu, w której grał do 2008. W międzyczasie był trzykrotnie wypożyczany. W 2005 trafił do Zeytinburnusporu, lata 2006-2007 spędził w Akçaabat Sebatspor, a 2007-2008 w Altay SK. W 2008 przeszedł do Manisasporu. W 2009 został wypożyczony do Bolusporu, a w 2011 do Mersin İdman Yurdu. W grudniu 2011 został zawodnikiem Kasımpaşa SK. W 2017 przeszedł do Yeni Malatyasporu. W sezonie 2019/2020 był zawodnikiem Galatasarayu SK. Po sezonie powrócił do Yeni Malatyasporu, w którym grał do 2022. W tym samym roku został tymczasowym trenerem tegoż.

## Kariera reprezentacyjna
W pierwszej reprezentacji Turcji zadebiutował 15 listopada 2013 w meczu z Irlandią Północną.